# Regina Opisso
Regina Opisso y Sala (Tarragona, 21 de enero de 1879-Barcelona, 7 de marzo de 1965) fue una escritora española principalmente de novelas rosas y cuentos infantiles entre 1907 y 1960. Utilizó los nombres de «Regina Opisso», «Regina Opisso de Llorens», «Regina de Llorens», «Rosa de Nancy», «Rosa González», «Teresa Guzmán» y «Diana Roldán».

## Biografía
Nació el 21 de enero de 1879 en la ciudad catalana de Tarragona, hija de Alfredo Opisso y Viñas, periodista, historiador y crítico, y de Antonia Sala y Gil. Procedía de una familia ilustrada repleta de artistas. Su hermano era el pintor, dibujante y historietista Ricardo Opisso y Sala. Su abuelo paterno fue Josep Opisso y Roig, periodista y director del Diari de Tarragona, padre de los también escritores Antonia Opisso y Viña y Antoni Opisso y Viña. Su bisabuelo materno fue el pintor Pere Pau Montaña, su abuelo materno el fabulista Felipe Jacinto Sala y su tío materno, el pintor Emilio Sala y Francés.
Casada con Orestes Llorens Domènech, traductor, tuvieron un hijo Arturo Llorens y Opisso, un escritor más conocido bajo su seudónimo Arturo Llopis.
Falleció a los ochenta y nueve años de edad, el 7 de marzo de 1965, en Barcelona.

### Como Regina Opisso
- El cuento semanal	(1907)
- La tragedia de Leonora	(1920)
- La víctima	(1920)
- Los hijos del otro	(1920)
- Pedro el "Justiciero"	(1920)
- Tú eres la dicha	(1920)
- Los locos amores de Doña Juana y Don Felipe	(1926)
- Mar adentro	(1926)
- ¡Era su madre!	(1928)
- Del cielo al penal	(1928)
- ¡Me basto yo!	(1929)
- El soto del cerezal	(1931)
- La venganza de Luisa Marín	(1931)
- La venganza de una mujer (1931)
- Una mujer fatal	(1932)
- Flor de pasión	(1936)
- ¡Mamaíta mía!	(1944)
- Idilio	(1944)
- ¡Siempre te amaré!	(1949)
- La novia espera	(1949)
- La audaz enamorada	(1953)
- La mujer que huye del amor	(1953)
- ¿Quieres ser mi esposa?	(1956)
- Las mil y una noches	(1957)
- La alegría de amar	(1959)
- ¡Tu mujer es muy bonita!
- Delito de amor
- La tentación de Julita
- Mi honor… ¡no importa!

### Como Regina Opisso de Llorens
- Nocturno trágico	(1921)
- La mujer y el feminismo	(1925)
- Cuentos del domingo	(1931)
- Cuentos holandeses	(1950)
- La modista de Montemar
- ... y el séptimo descansó

### Como Rosa de Nancy
- La muchacha del Oeste	(1930)
- Elena	(1944)
- Un tesoro para la mujer	(1944)
- Ella y el mar	(1946)
- Una mujer de Hollywood	(1947)
- Su retrato en el mar	(1949)
- Ventana sin sol	(1949)
- La pastorcita Amapola	(1954)
- Libro de Fabiola	(1960)
- Así te quiero mujer
- El amor vendrá después
- La novia del mundo
- La pasajera núm. 14
- Llévame contigo
- Milagro de amor

### Como Rosa González
- Lirios abandonados	(1934)
- La huerfanilla	(1936)

### Como Teresa Guzmán
- ¡Cásate conmigo!	(1940)
- Cuando yo era feliz	(1944)
- ¡Mírame a los ojos!

### Como Regina de Llorens
- Nuestra tía Evelyn	(1943)

### Como Diana Roldán
- Malvina encuentra su amor	(1943)
- La princesita de los tirabeques

### Como Lisette
- La niña del espejo	(1954)
- Las dos hijas del rey	(1954)
- Rosaura, Rosa y Rosina (1954)